# Vrbatův Kostelec
Obec Vrbatův Kostelec (německy Werbatkosteletz) se nachází v okrese Chrudim, v Pardubickém kraji nedaleko města Skuteč. Žije zde 370 obyvatel.

## Historie
Vrbatův Kostelec, odvozující své jméno od blahoslaveného vladyky Vrbaty, jenž založil i klášter v Podlažicích, je prastarého původu. První písemná zmínka o obci pochází z roku 1073. Zdejší kostel sv. Havla je zde již od roku 1086 jako farní. Kostelík byl také opevněn hradbami, jejichž stopy dnes nejsou k vidění.
O založení kostela se mezi zdejšími uchovala pověst. V dávných dobách byla okolní krajina obklopena hustými lesy, v nichž se kromě vlků, rysů a dalších šelem potloukalo i mnoho medvědů. Jednoho dne se vladyka Vrbata s jeho družinou vydal na hon do těchto lesů. Oddálil se od své družiny a zabloudil. Když se pokoušel najít svou družinu, vyskočil na něho mohutný medvěd. Vladyka rychle vylezl na nejbližší strom, aby se zachránil před jeho ostrými drápy. Odtud zatroubil na svůj roh, aby družinu varoval před nebezpečím, které se k nim nebezpečně blížilo. Jeho lidé zaslechli zvuk trubky, zamířili tam a medvěda ubili. Zachráněný vladyka si umínil, že zde dá zbudovat kostel. Pár dní po tomto vyslovení se začalo svážet stavivo a dělníci se dali do práce. Když ovšem přišlo ráno, staveniště se jakousi mocí přeneslo k tehdejší kapličce kostelecké. Totéž se opakovalo druhé i třetí noci, a tak nezbývalo nic jiného než kostel postavit u kapličky. Lidé ovšem nezapomněli na místo, kde měl kostel původně stát, a dodnes se mu říká „Na posvátném“.

## Části obce
- Vrbatův Kostelec
- Cejřov
- Habroveč
- Louka

## Pamětihodnosti
- Kostel sv. Havla
- Boží muka u křižovatky do osady Hlína
- Kovová skulptura vytvořená kovářem ze železných součástek používaných v zemědělství umístěná na návsi u kostela

## Galerie

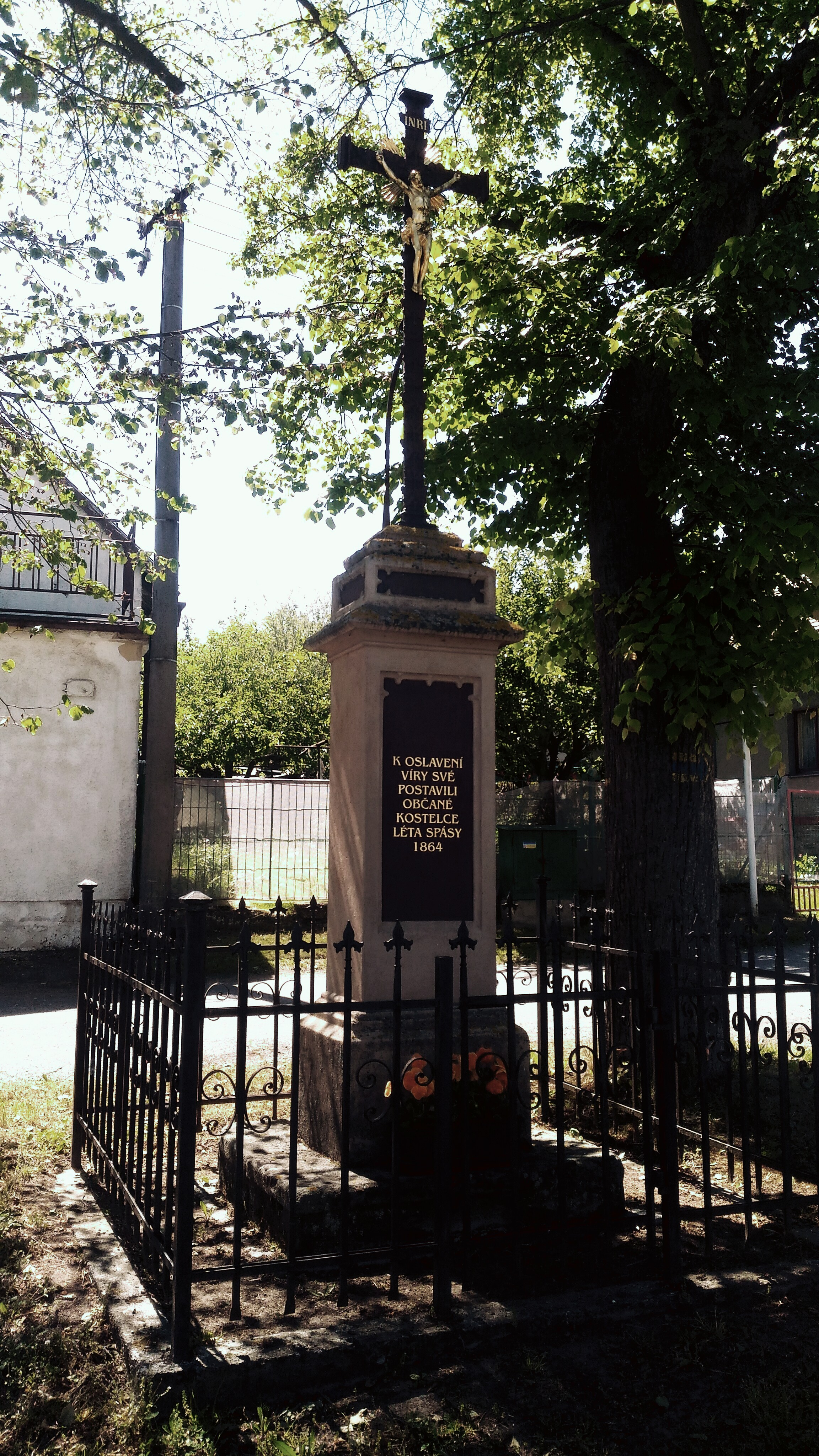
Boží Muka (odbočka do obce Hlína)
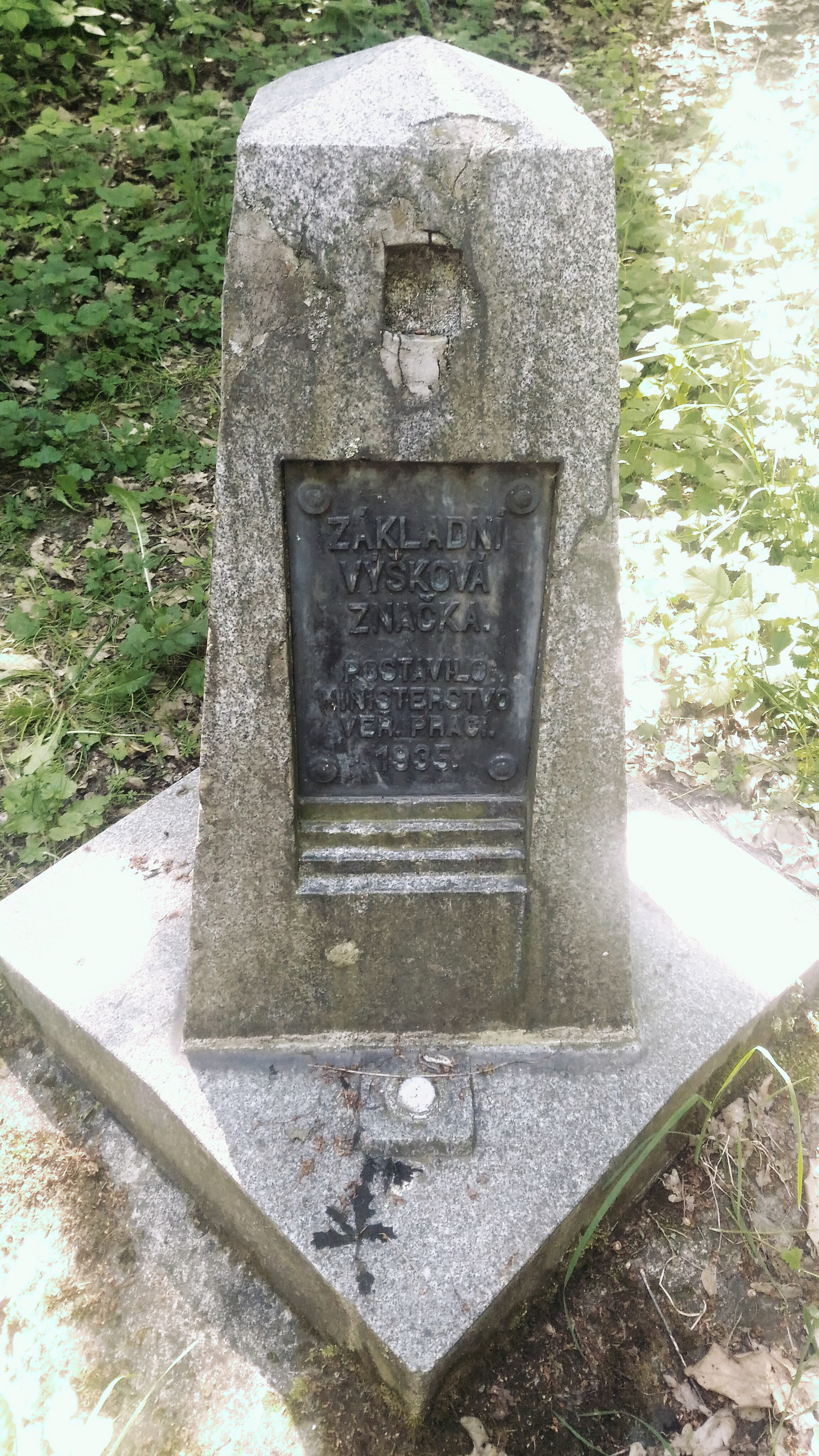
Střed Evropy
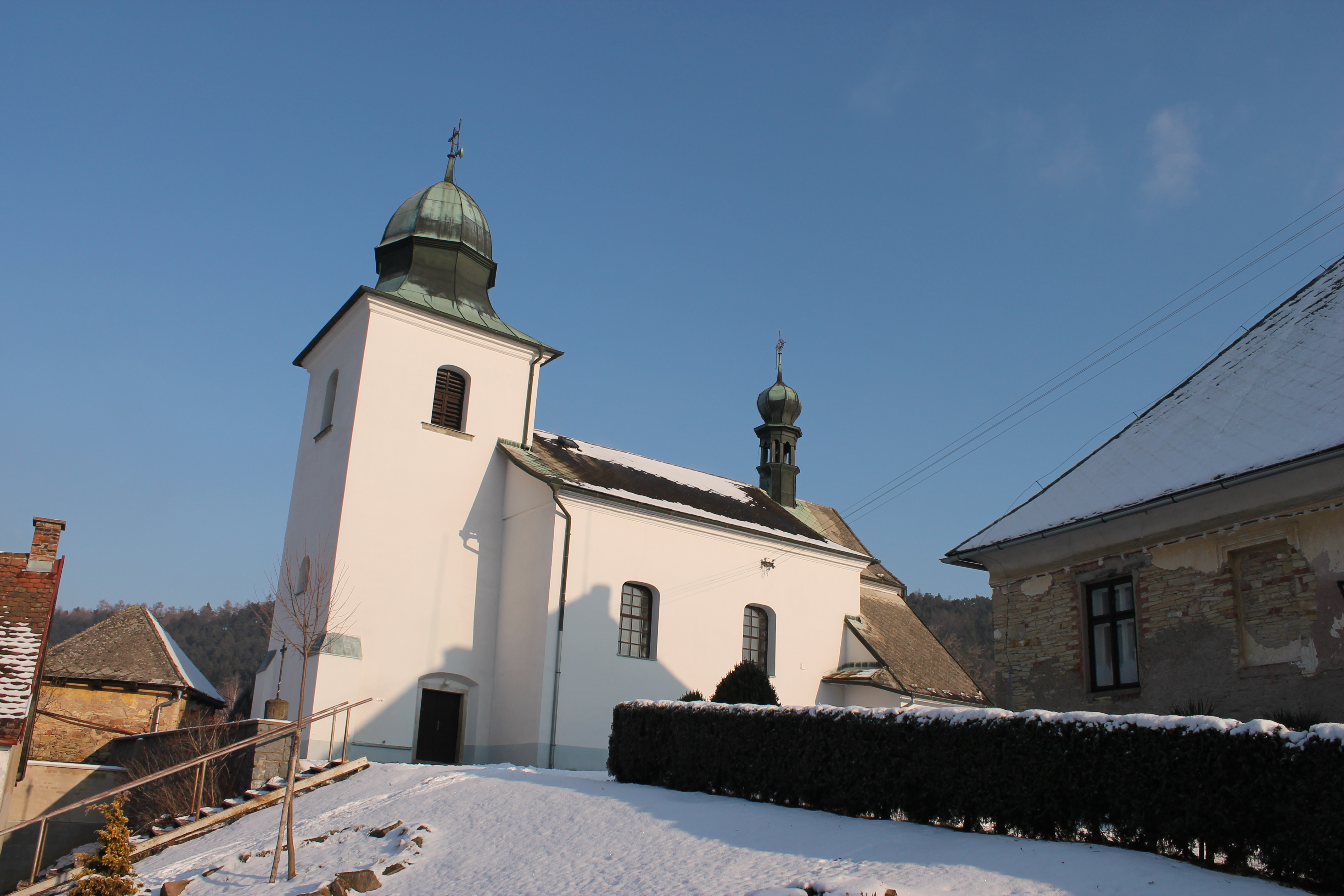
Kostel Božího těla / sv. Havla
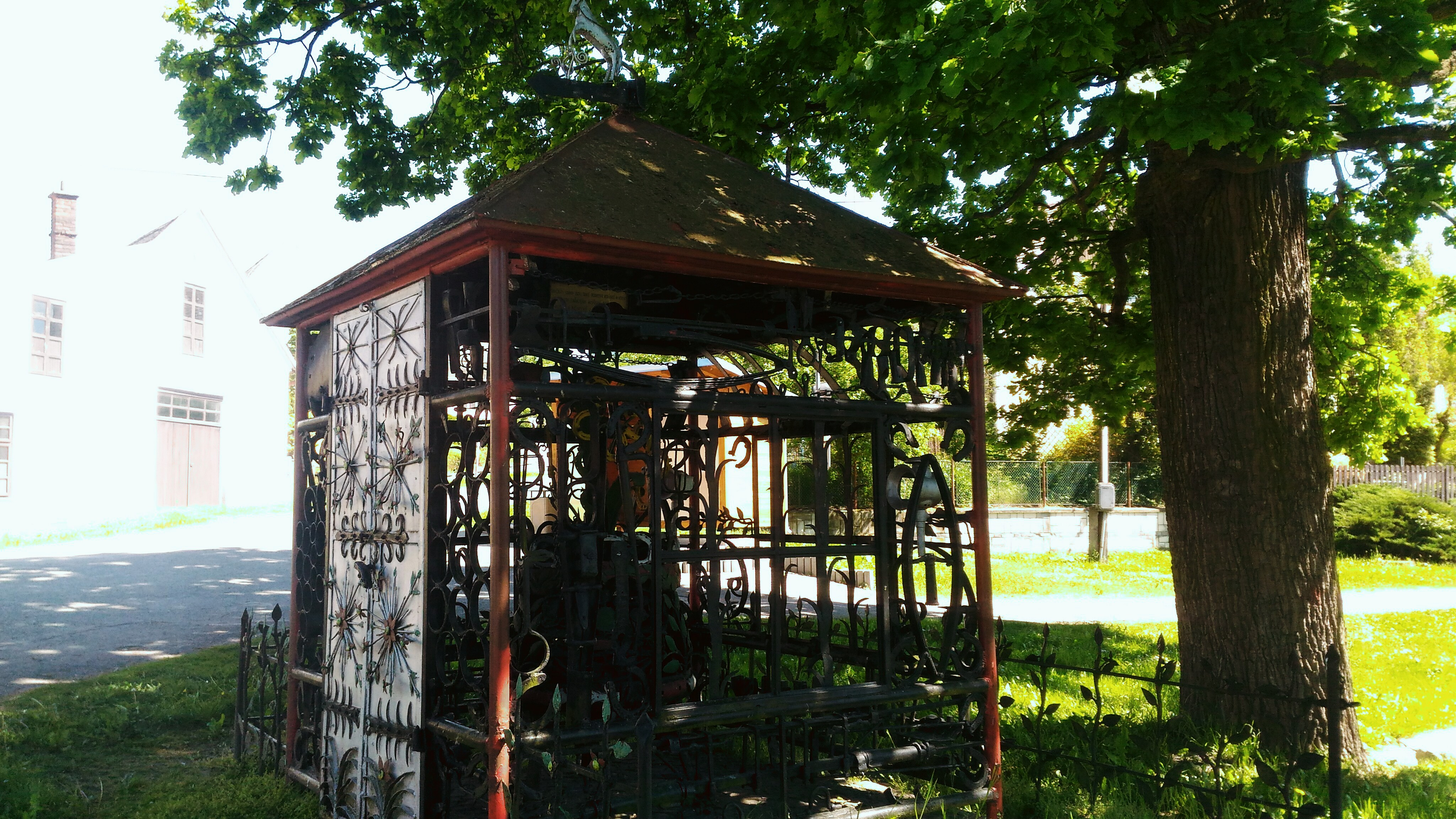
Skulptura ze zemědělského muzea, vyrobená Františkem Uchytilem
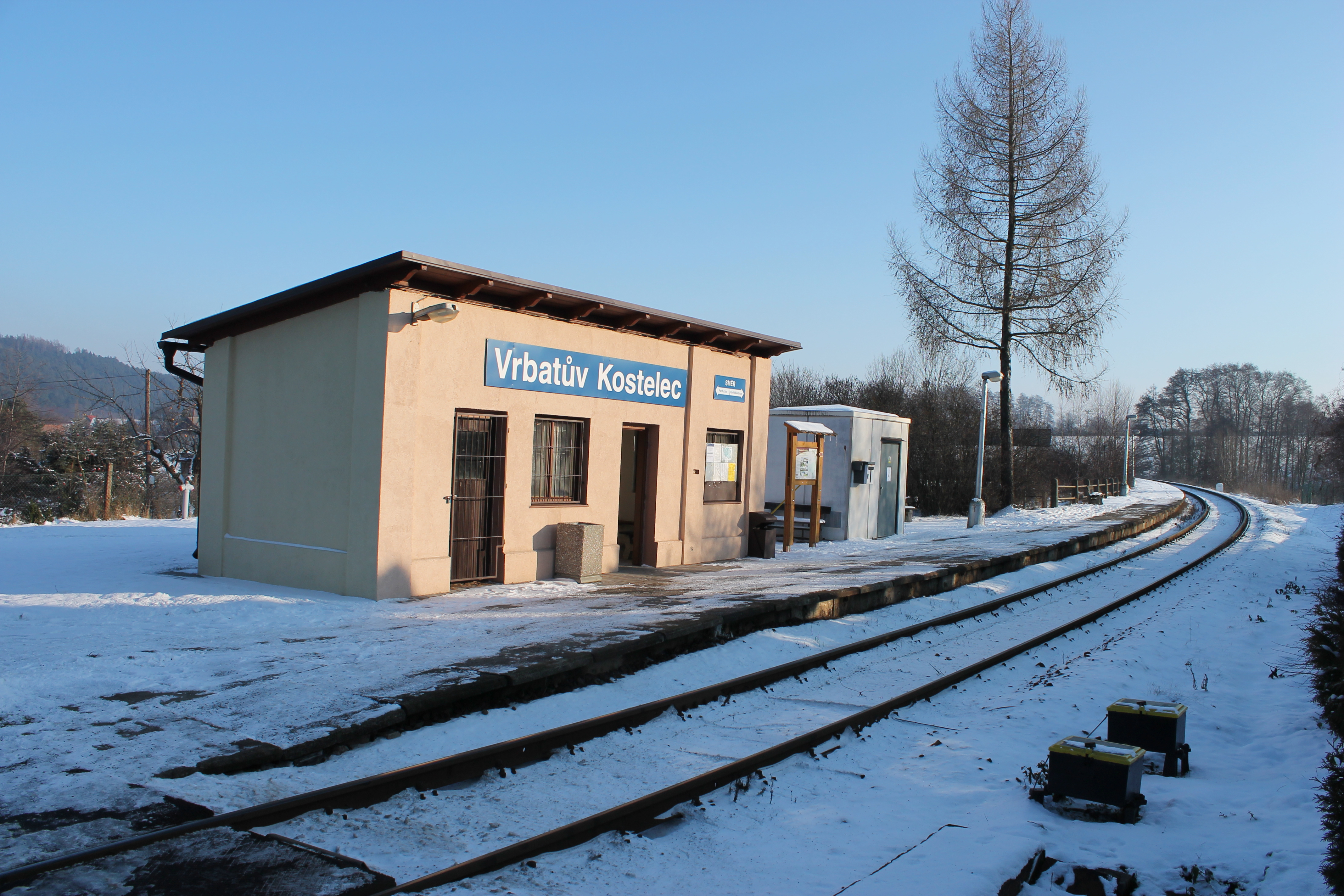
Železniční zastávka
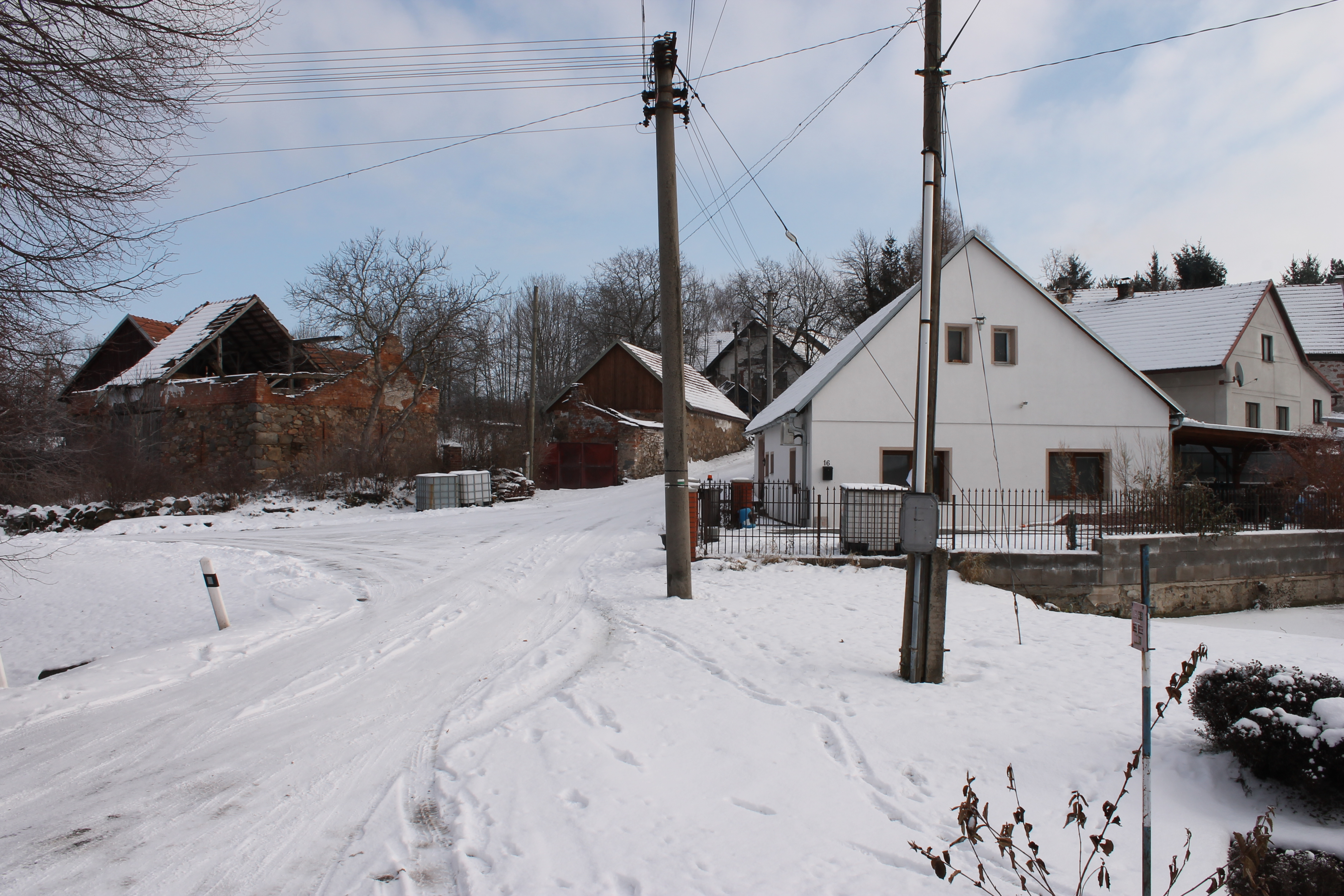
Chalupy ve vesnici
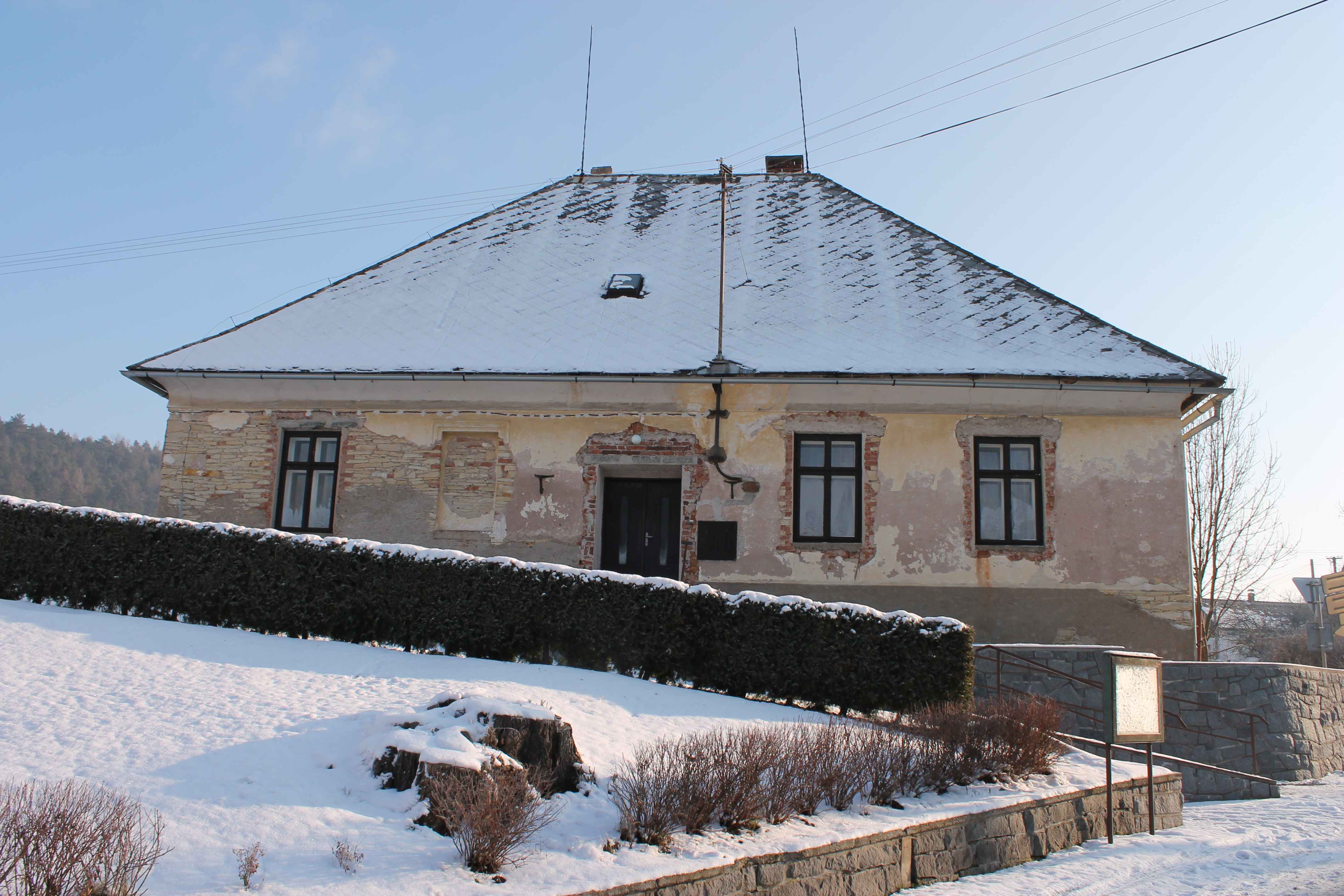
Fara